# Palazzo delle Poste (Palermo)
Il palazzo delle Poste è un edificio razionalista e futurista di Palermo, sito nella centrale via Roma.

## Storia
Venne progettato dall'architetto Angiolo Mazzoni nei primi anni 20 del XX secolo. I lavori iniziarono nel 1929 e l'inaugurazione avvenne il 28 ottobre 1934, alla presenza del ministro delle Comunicazioni Umberto Puppini. Durante la sua costruzione avvenne l'alluvione di Palermo (21-23 febbraio 1931): la grande gru che stava lavorando alla costruzione del palazzo delle Poste crollò su un edificio limitrofo a causa del forte vento.
Nel 2017 si sono avviate delle manifestazioni per consentire le visite all'edificio.

## Architettura

### L'edificio

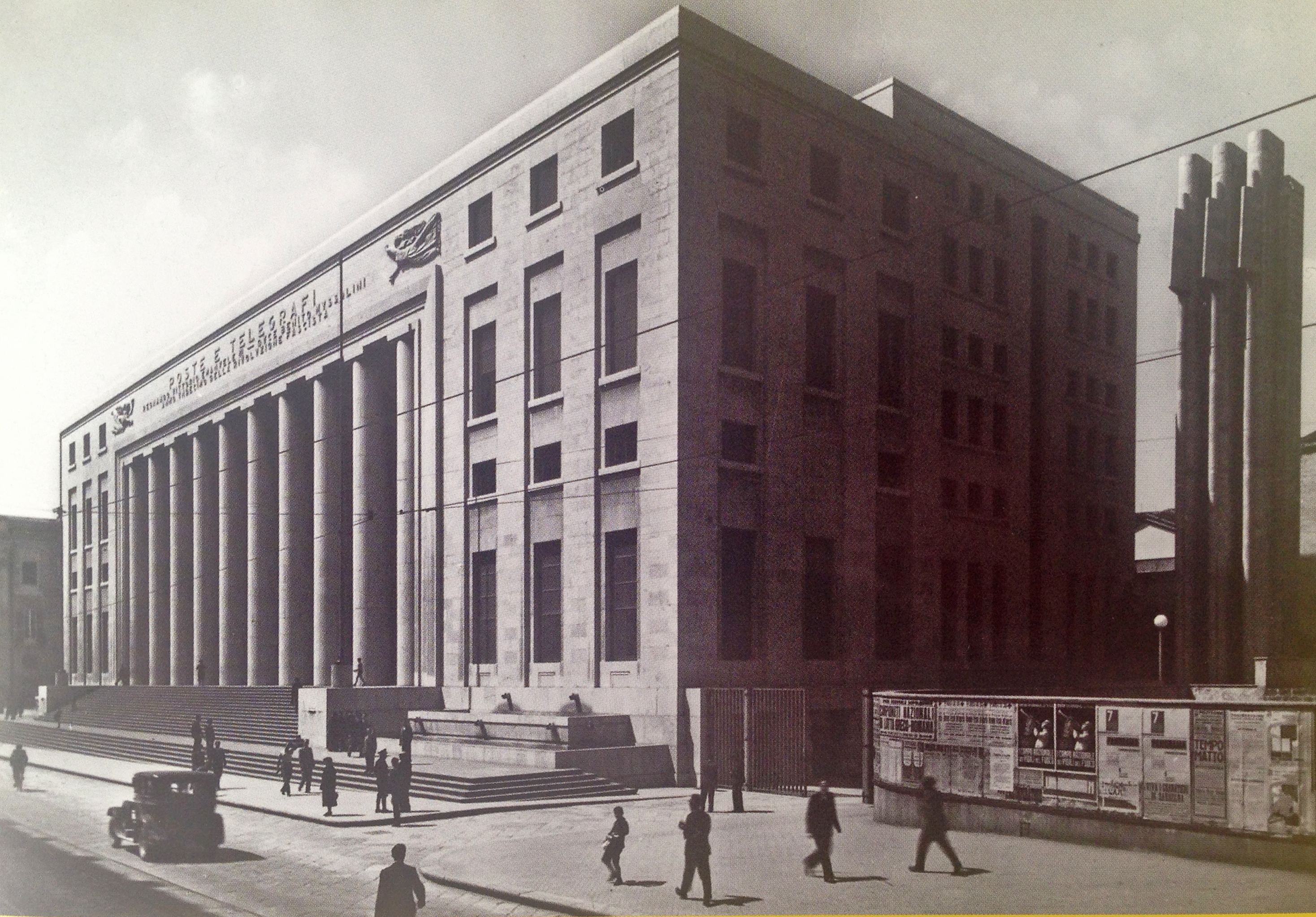
L'edificio negli anni 30 del XX secolo; si notano sulla destra i tre grandi fasci littori, poi abbattuti alla caduta di Mussolini

Lo stile dell'edificio è tipico del periodo fascista e segue la corrente del Razionalismo italiano e del futurismo. È esteso su di una superficie di 5100 m², che si articola in modo simmetrico attorno a due cortili laterali. L'edificio, in cemento armato, è coperto da marmo grigio del monte Billiemi. Il colonnato frontale è formato da 10 colonne alte 17 metri. 
Di rilievo è il grande scalone ellittico del diametro maggiore di 9 metri e dalla soluzione strutturale molto complessa.
In origine nella parte destra dell'edificio erano presenti tre grandi fasci littori, alti quanto l'intero edificio e anch'essi in marmo, che vennero rimossi alla caduta del regime.

### Interni
Gli interni sono in stile futurista, uno dei pochi esempi dell'epoca rimasti integri. Tutti i dettagli sono stati curati da Mazzoni come le porte rivestite di rame, le maniglie delle finestre appositamente progettate, l'illuminazione e la scelta dei marmi e pietre provenienti tutti dall'Italia eccetto la pietra nera della scalinata, fortemente voluta dall'architetto.
L'ambiente più bello è certamente la Sala delle conferenze, con opere di Benedetta Cappa, moglie di Filippo Tommaso Marinetti: cinque pannelli su tela raffiguranti le comunicazioni terrestri, marine, aeree, telegrafiche, radiofoniche. Vi sono anche due quadri di Tato ed un altro di Piero Bevilacqua, Radio e televisione. Infine è presente una scultura in bronzo di Corrado Vigni, Diana cacciatrice.
Di grande impatto visivo anche la sala d'aspetto che precede la Sala delle conferenze, con un blu intenso della piastrellatura.

## Galleria d'immagini

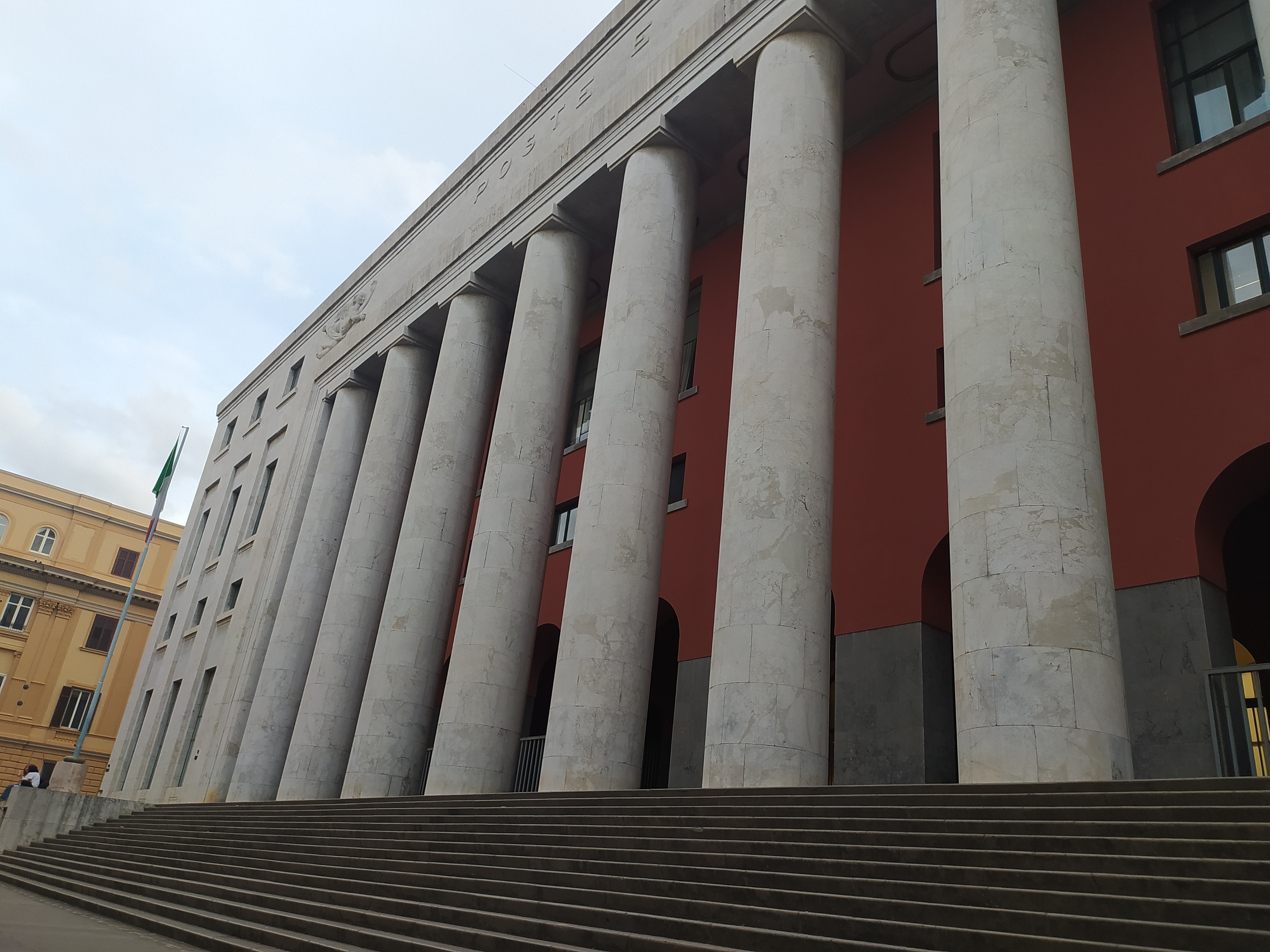
Colonnato Palazzo delle Poste
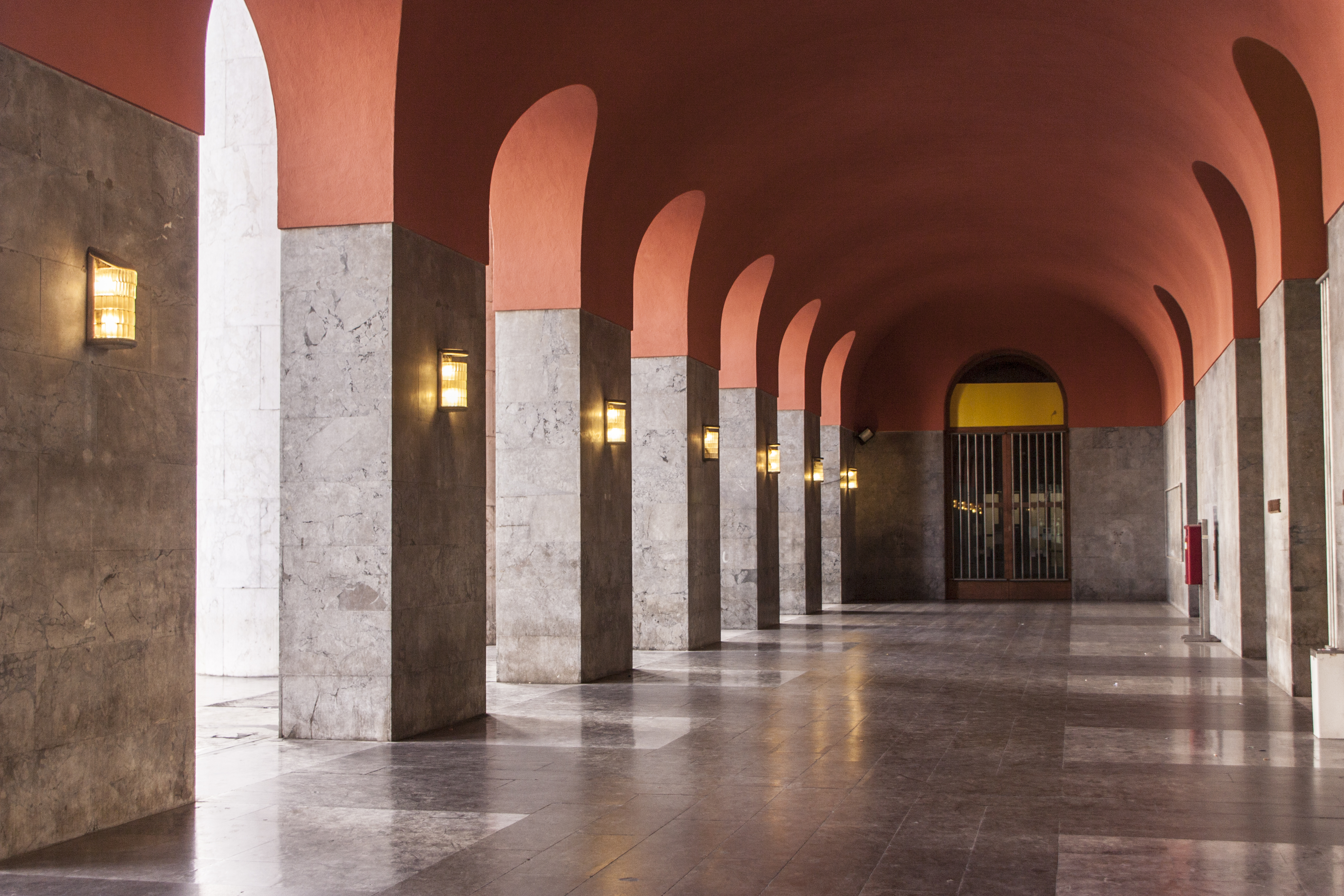
Ingresso
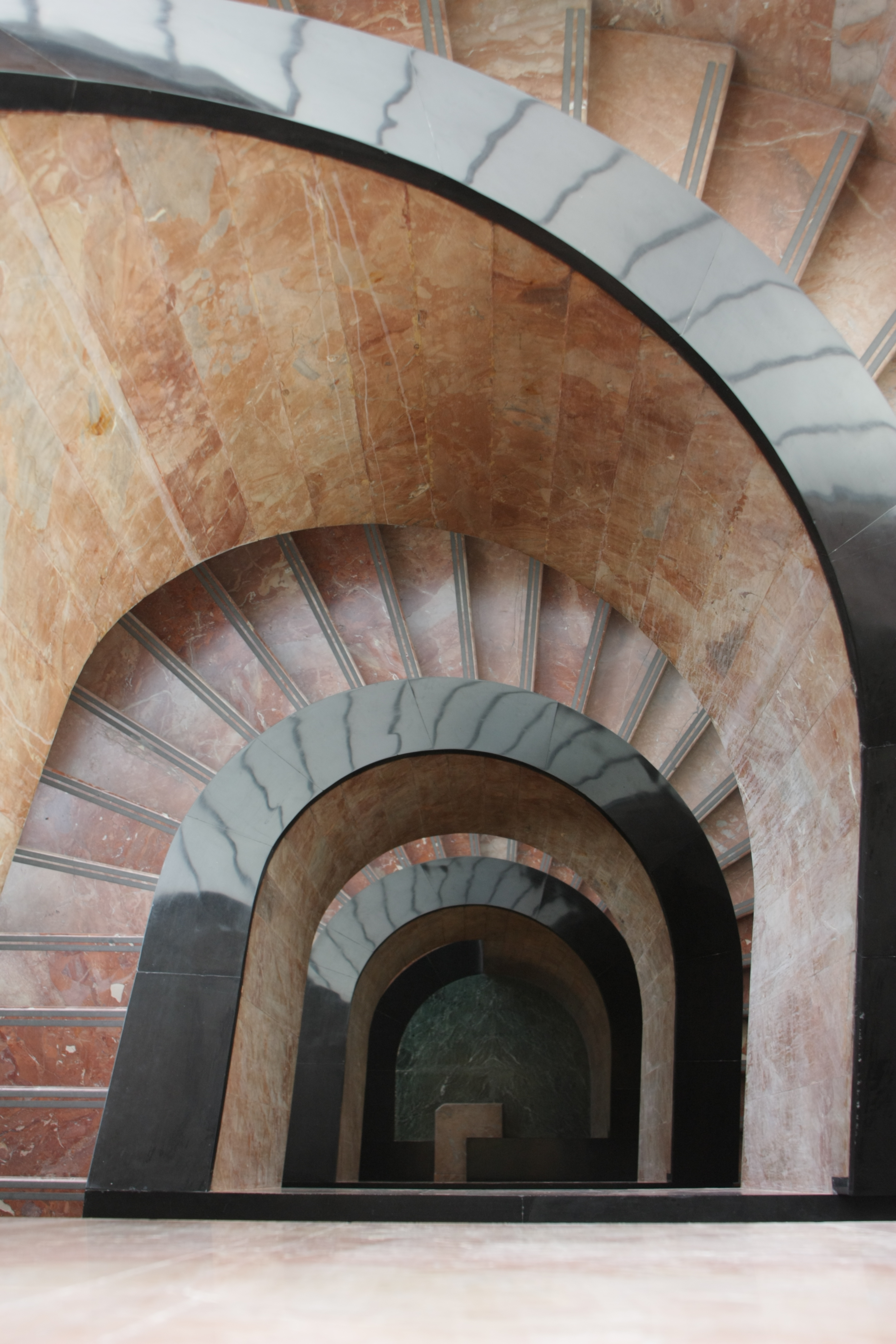
Scalinata
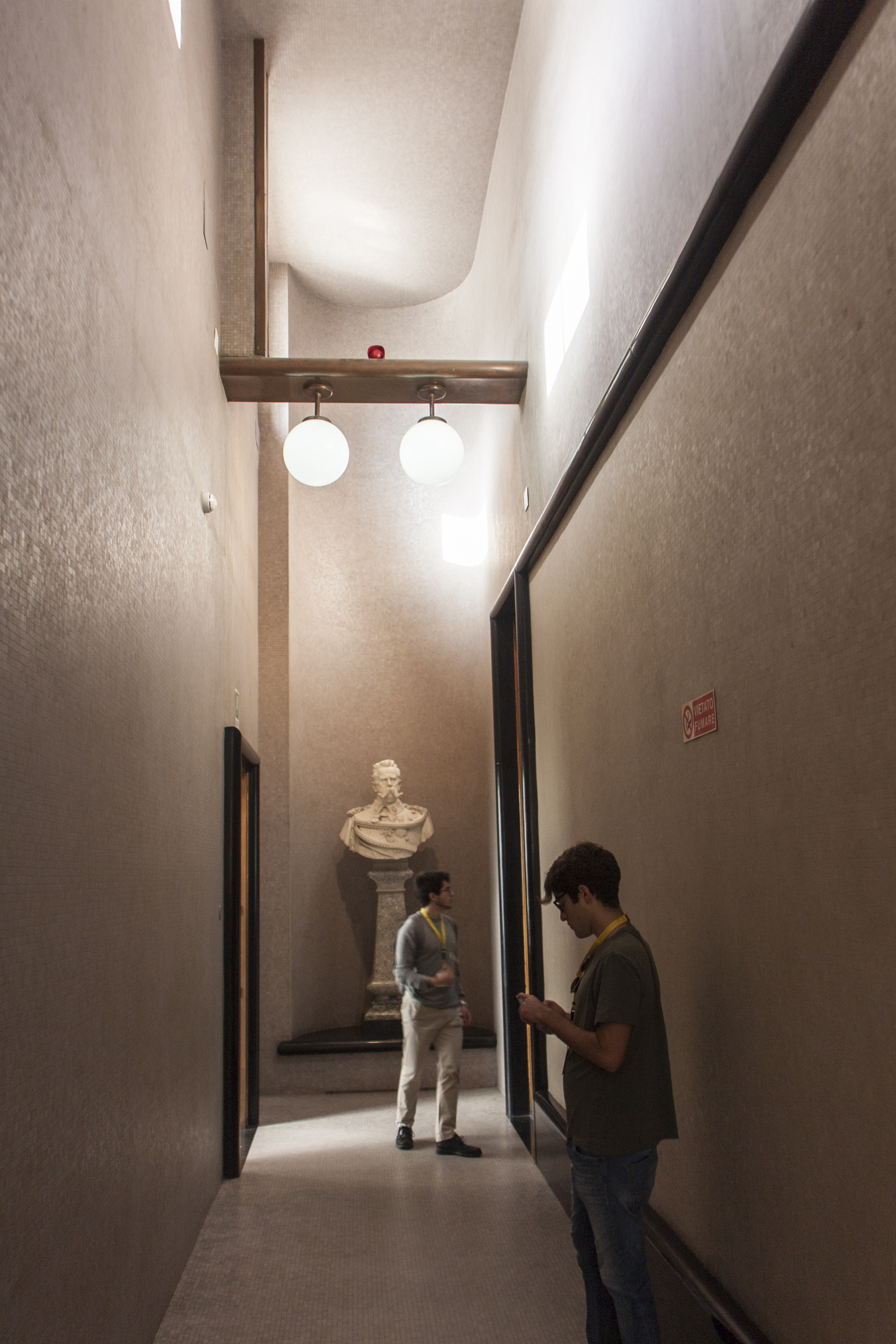
Il Corridoio
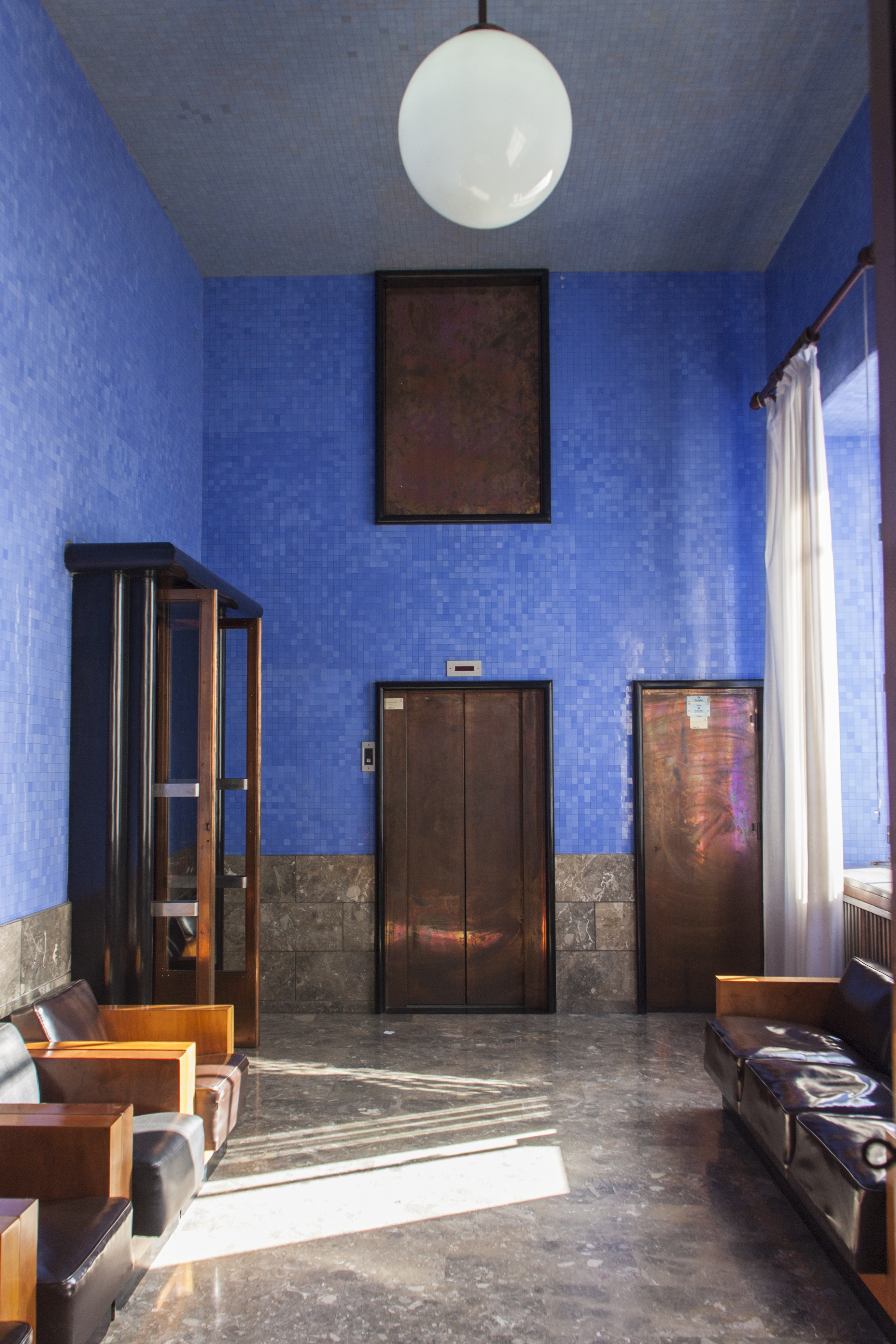
Sala d'attesa
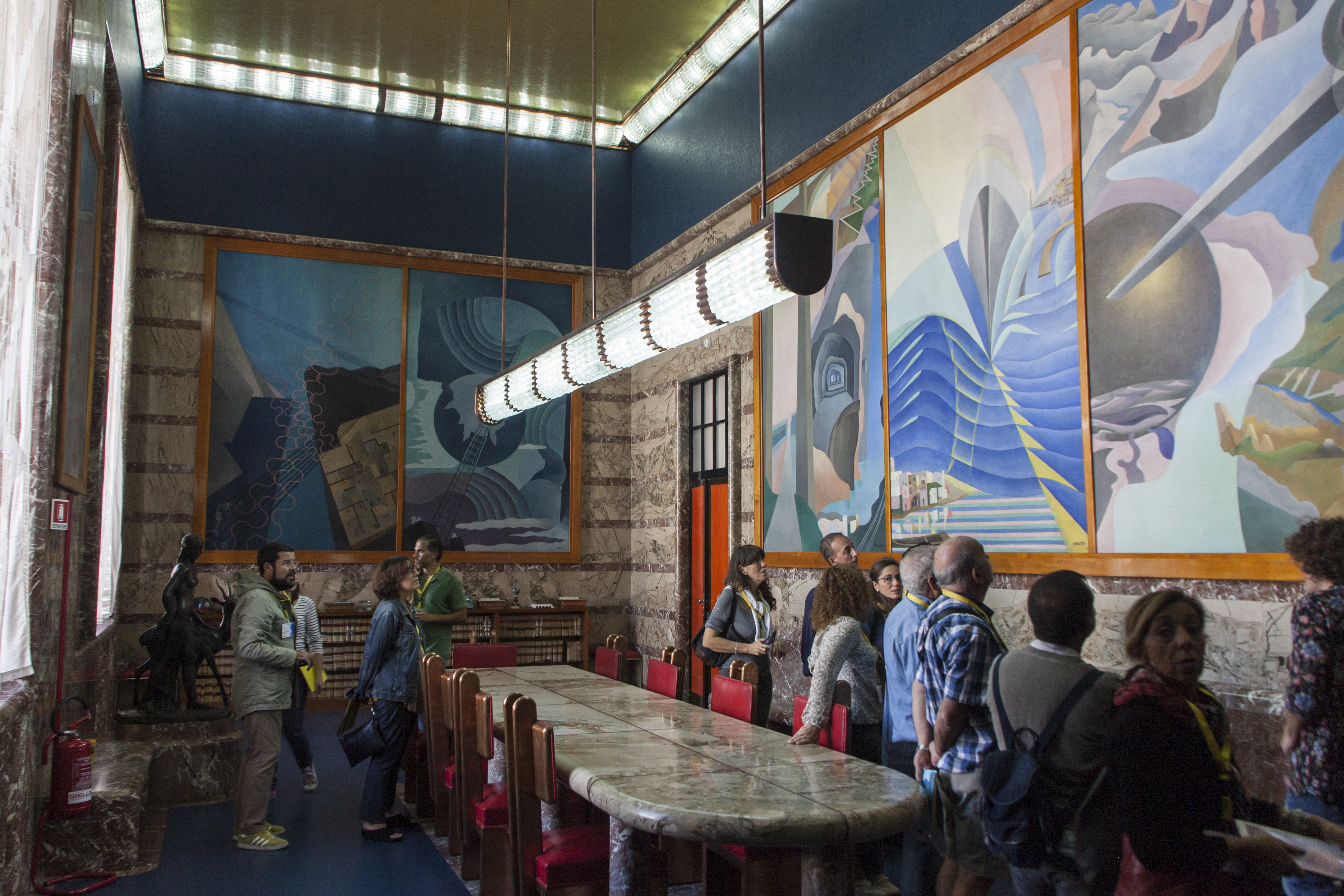
Sala delle conferenze
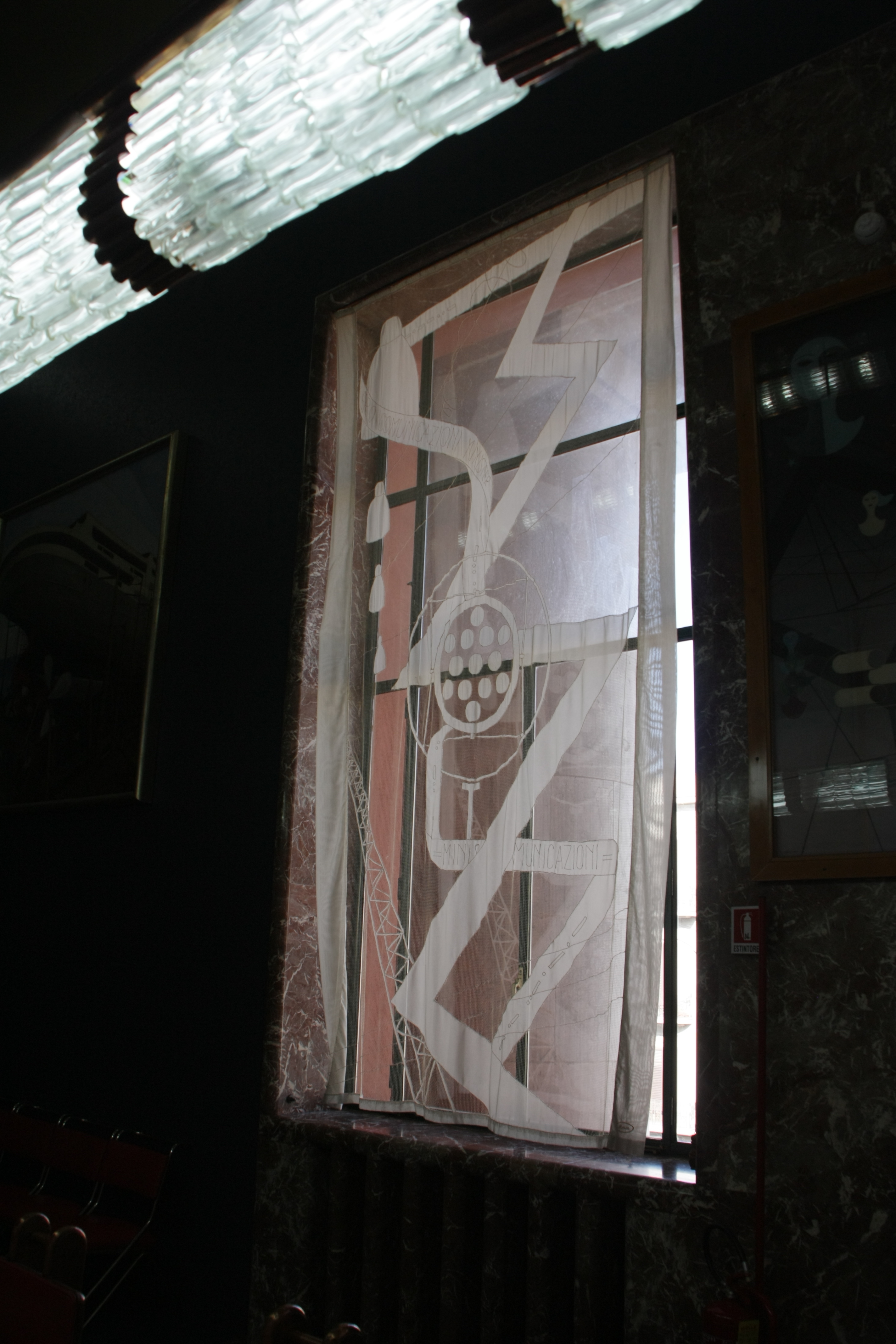
Tendaggio alle finestre di gusto futurista